# Sif Atladóttir
Sif Atladóttir (Düsseldorf, 15 luglio 1985) è una calciatrice islandese, di ruolo difensore.
Cresciuta in una famiglia di calciatori è figlia di Atli Eðvaldsson, già capitano e poi commissario tecnico della nazionale islandese (maschile), e sorella di Emil Atlason, nipote del nonno Evald Mikson e dello zio Jóhannes Eðvaldsson.
In carriera ha vestito la maglia della nazionale islandese, dalle giovanili alla nazionale maggiore, maturando in quest'ultima, tra il 2007 e il 2019 82 presenze, disputando tre campionati europei consecutivi, quelli di Germania 2009, di Svezia 2013 e Paesi Bassi 2017, arrivando nel 2013 ai quarti di finale. Inoltre è rimasta legata al Kristianstads DFF, club svedese, per undici stagioni prima di decidere di tornare nel paese natio con il marito allenatore di calcio e dopo aver dato alla luce il secondo figlio.

## Palmarès

### Club
- Campionato islandese: 3

Valur: 2007, 2008, 2009